# Voorrangskruispunt
Een voorrangskruispunt is een kruispunt van twee of meer niet-voorrangswegen waar door middel van verkeersborden en/of haaientanden is geregeld welke bestuurder voorrang heeft. Hier geldt dus uitdrukkelijk niet de 'standaardregel' dat aan bestuurders van rechts voorrang moet worden verleend.
Vaak worden haaientanden op het wegdek aangebracht om de voorrangssituatie, zoals deze al door borden is aangegeven, te verduidelijken. Soms ontbreken de verkeersborden en wordt volstaan met uitsluitend haaientanden om de voorrangssituatie te definiëren.

## Borden: voorrang krijgen
De volgende verkeersborden geven aan dat men een voorrangskruising nadert waarop men zelf voorrang heeft:

Bord B3: op deze voorrangskruising heeft men zelf voorrang
Bord B4: als B3, maar met alleen een weg van links
Bord B5: als B3, maar met alleen een weg van rechts

Indien de weg die voorrang krijgt afbuigt, worden speciale onderborden gebruikt om aan te geven welke weg recht heeft op voorrang.

## Borden: voorrang verlenen
De volgende verkeersborden geven aan dat men een voorrangskruising nadert en zelf voorrang moet verlenen:

Bord B6: voorrang verlenen aan de bestuurders op de kruisende weg
Bord B7: als B6, maar verplicht stoppen voor de stopstreep

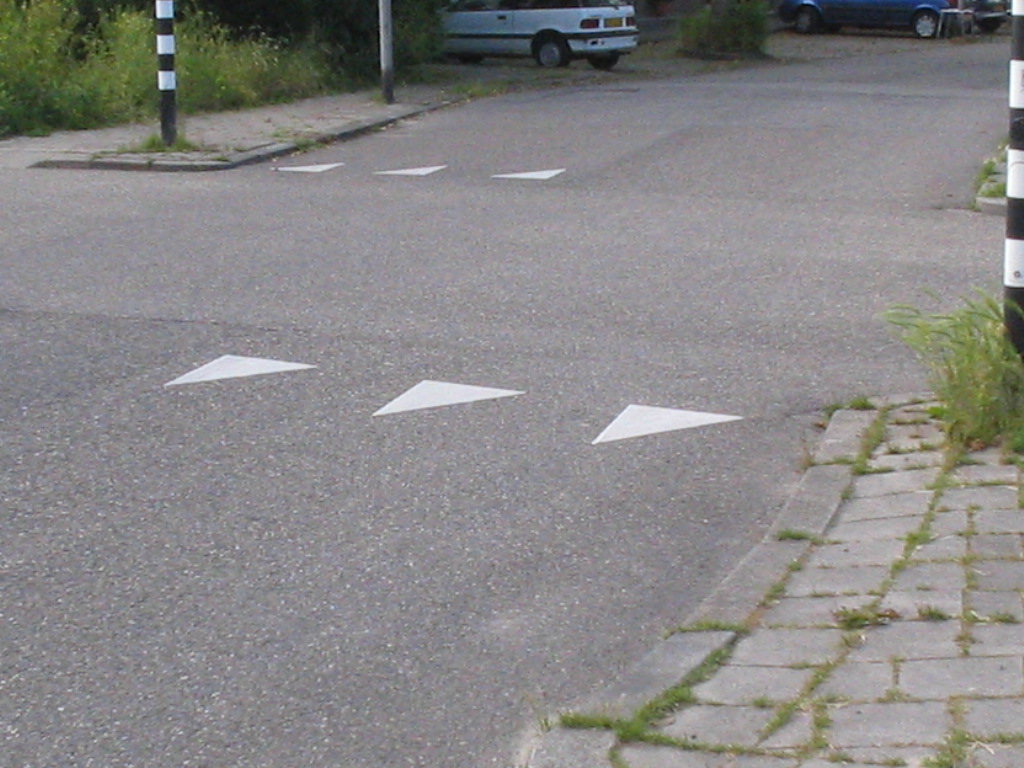
Haaientanden op het wegdek